# Alpha Apodis
Alpha Apodis (α Apodis, α Aps) é a estrela mais brilhante da constelação de Apus, com uma magnitude aparente de aproximadamente 3,83. Com uma declinação de –79°, é a uma estrela circumpolar para grande parte do hemisfério sul. Pode ser identificada no céu noturno traçando uma linha imaginária de Alpha Centauri a Alpha Circini e estendendo-a em direção ao polo sul celestial. Com base em medições de paralaxe, está a aproximadamente 447 anos-luz da Terra.
Alpha Apodis é uma estrela gigante de classe K (tipo espectral K2.5III), indicando que essa estrela consumiu o hidrogênio de seu núcleo e saiu da sequência principal. Ela tem um raio de cerca de 48 vezes o raio do Sol e está emitindo 750 vezes a luminosidade solar. A fotosfera tem uma temperatura efetiva de 4 256 K, dando à estrela a coloração alaranjada típica de uma estrela de classe K. Nenhuma estrela companheira é conhecida.
No futuro, ao perder suas camadas exteriores, Alpha Apodis vai se tornar uma anã branca com cerca de 0,8 vezes a massa do Sol.